# 森口朱音
森口 朱音（もりぐち あかね、2001年12月21日 - ）は、日本の元女子バスケットボール選手である。ポジションはポイントガード。兄の森口弥も元プロバスケットボール選手。

## 来歴
大阪府出身。
明浄学院高校から東海大学九州に進学し、新人インカレベスト4となる。
2023年12月、アイシン ウィングスにアーリーエントリー登録。
2025年引退。Wリーグオールスターにも選出されていたが、欠場。